# Dasyphora penicillata
Dasyphora penicillata är en tvåvingeart som först beskrevs av Egger 1865.  Dasyphora penicillata ingår i släktet Dasyphora och familjen husflugor. Inga underarter finns listade i Catalogue of Life.